# Битва при Утіці (203 до н. е.)

Битва при Утиці(203 до Р. Хр.)
Відбулась біля міста Утики, що знаходилось під облогою Сципіона. Внаслідок битви перша велика зібрана карфагенянами армія для вибиття Публія з Африки була знищена, зазнала нищівних втрат, відповідно закріпила подальший успіх Сципіона — зрештою Утика здалась, тому Корнелій зміг сконцентруватися на захоплені інших міст.

## Передумови битви
Війська Гасдрубала сина Гіскона та нумідійського царя Сифакса розмістились навпроти табору Сципіона у відстані 60 стадій, що тримав у облозі Утику.
Розуміючи очевидну чисельну перевагу та знаходячись біля рівнин, обидвоє полководців сподівалися спровокувати римлян на відкритий бій. Тим не менш зимою задля підготувань та надходження підкріплень і пасивність самого Сципіона ситуація лишалась патовою.
За цей час Сципіон активно обмінювався посольствами з нумідійським царем Сифаксом. Як обумовлює Полібій, він це робить, сподіваючись знову навернути того на свій бік. Сифакс і раніше не мав теплих почуттів до Карфагену, а час з одруження на Софонісби вже давно пройшов.
Сифакс активно перемовлявся з послами, намагаючись провштохнути позицію, за якої мир досягався статусом-кво. Звісно, для Сципіона це було обурливо, але, отримуючи дані від розвідників щодо ворожого табору, у нього народжувався план, для якого були потрібні подальші зносини зі Сифаксом.
У кінці-кінців Сципіон, аби його перемога не сприймалась тою, що досягнута підлістю, повідомив Сифаксу, що на військовій раді більшість була проти миру, попри його(Сципіонові) намагання.

## Битва
Після вечірної трапези загомоніли горнисти — Сципіон, Гай Лелій та Массініса вийшли з табору. Додатково до цього флот був посланий до Утики, ніби готуючи її штурм, 2 тис. солдат прийшли підкріпленням та ще зміцнили укріплення на цьому пагорб над цим містом. Створювався вигляд, що місто будуть штурмувати, але водночас цим кроком Сципіон про всяк випадок забезпечив тили свого війська.
Отже, Гай Лелій та Массініса підійшли до табору Сифакса, а Сципіон — до Гасдрубалового.
Війська Лелія почали підпал будинків, що були поза табором нумідійців і які були побудовані з тростнику та знаходились хаотично відносно один одного. Війська Массініси зайняли місця напроти виходів з табору, бо сам Массініса знав про них, позаяк він був нумідійцем та знав, як вони влаштовують табори.
Збентежені нумідійці не встигли нічого зрозуміти, як їх табір охопило море полум'я. Внаслідок одна частина загинула від вогню, інша від давки в намаганні вибратися, а ті, що втекли, наштовхнулись на воїнів Массініси та були вбиті ними. Лише незначній частині зі Сифаксом вдалось урятуватися.
Сципіон нічого не робив, очікуючи моменту, коли підпалять табір нумідійців. Коли це відбулось, карфагеняни, нічого не підозрюючи, обеззброєнні кинулись допомогати погасити пожежу. Тоді, скориставшись моментом, Сципіон відправляє війська до них, що перерізають їх, а згодом підпалюють вже дерев'яні будинки карфагенян. Доля нумідійців повторюється з ними. З малою кількість вцілівших Гасдрубал зміг вибратись з пожежі.

## Наслідки
Перша спроба розгромити Сципіона на власній землі не вдалася. На відміну від Італії, Північна Африка не була багатою на людські ресурси, тому такі великі втрати були для неї набагато суттєвішими, ніж для римлян. Вже в наступний раз Гасдрубал та Сифакс програють римлян у відкритій битві. Таким чином Карфагену було потрібно відкликати Ганнібала з Італії, тим самим італійський фронт був остаточно програний карфагенянами. Сам Ганнібал при Замі мав менше військо, ще менш професійне та невелику кількість кінноти у порівнянні з Сифаксом та Гасдрубалом при Утиці, бо, як зазначалося раніше, карфагенські людські ресурси були виснажені.

## Причини поразки
Попри слабкість великого карфагенського та нумідійського війська з новобранців, ми маємо й зазначити про сам військовий геній Сципіона, бо Гасдрубал син Гіскона не був новим та недосвідченим генералом, напроти, він мав досвід в Іберії та діяв там відносно непогано, зігравши важливу роль у розгромі старших Сципіонів.
Публій, подібно Ганнібалу, вдало проаналізував особистість свого ворога, зрозумівши його цілі, наміри та бажання, відповідно, правильно скористувавшись цим, він провів ретельну розвідку ворожих таборів, підіславши туди досвідчених центуріонів, хоча ця практика не була для римлян новою та доволі відома ще при облозі Сиракуз, коли Марцелл відправив одного зі своїх центуріонів у ролі посла, і той встиг правильно оцінити висоту однієї зі стін.
Сципіон вдало приховав свої наміри, здійснивши оманливу підготовку до штурму Утики. Зрештою здійснив свою атаку вночі. Справа полягала не тільки у зручності такої пори, але й дійсно у відсутності вахти у ворожих таборах на той час.
Однак, у кінці-кінців перемогу принесла саме креативність, яка полягала в тому, аби використати на свою користь неправильну структуру табору та матеріал будівель. Окрім великих втрат ворогу, сципіонове військо їх взагалі не зазнало, чого не вдавалося досягти навіть Ганнібалу.